# Tiburtius
Mansnamnet Tiburtius är ursprungligen ett gammalt romerskt släktnamn som bildats av namnet på staden Tibur (dagens Tivoli). En martyr på 200-talet hette Tiburtius, men man känner inte till så mycket fakta om honom. Enligt legenden var Tiburtius son till den romerske prefekten Chromatius. När fadern blev frisk från en svår sjukdom efter att ha mottagit dopet lät också Tiburtius döpa sig. Därför blev Tiburtius tillsammans med sin likaledes döpte bror Valerianus (Sankta Cecilias make) halshuggen.
I den svenska almanackan har dagen varit en märkesdag för årstidernas växlingar och det sades förr att om Tiburtiusdagen var varm och vacker skulle sommaren bli kall och regnig. Enligt traditionen uppvisas de nyfödda björnungarna på Skansen denna dag.
Namnet är ett av de allra ovanligaste som återfinns i almanackan. År 2020 fanns det totalt 46 personer, alla män, folkbokförda i Sverige med namnet Tiburtius, varav 6 med det som tilltalsnamn. År 2003 fick 2 pojkar namnet, men ingen fick det som tilltalsnamn.
Namnsdag: 14 april.